# Thermopsis montana
Thermopsis montana là một loài thực vật bản địa của Hoa Kỳ.

## Trồng
Nó được sử dụng làm thảo dược và cây cảnh trong vườn.

## Hình ảnh

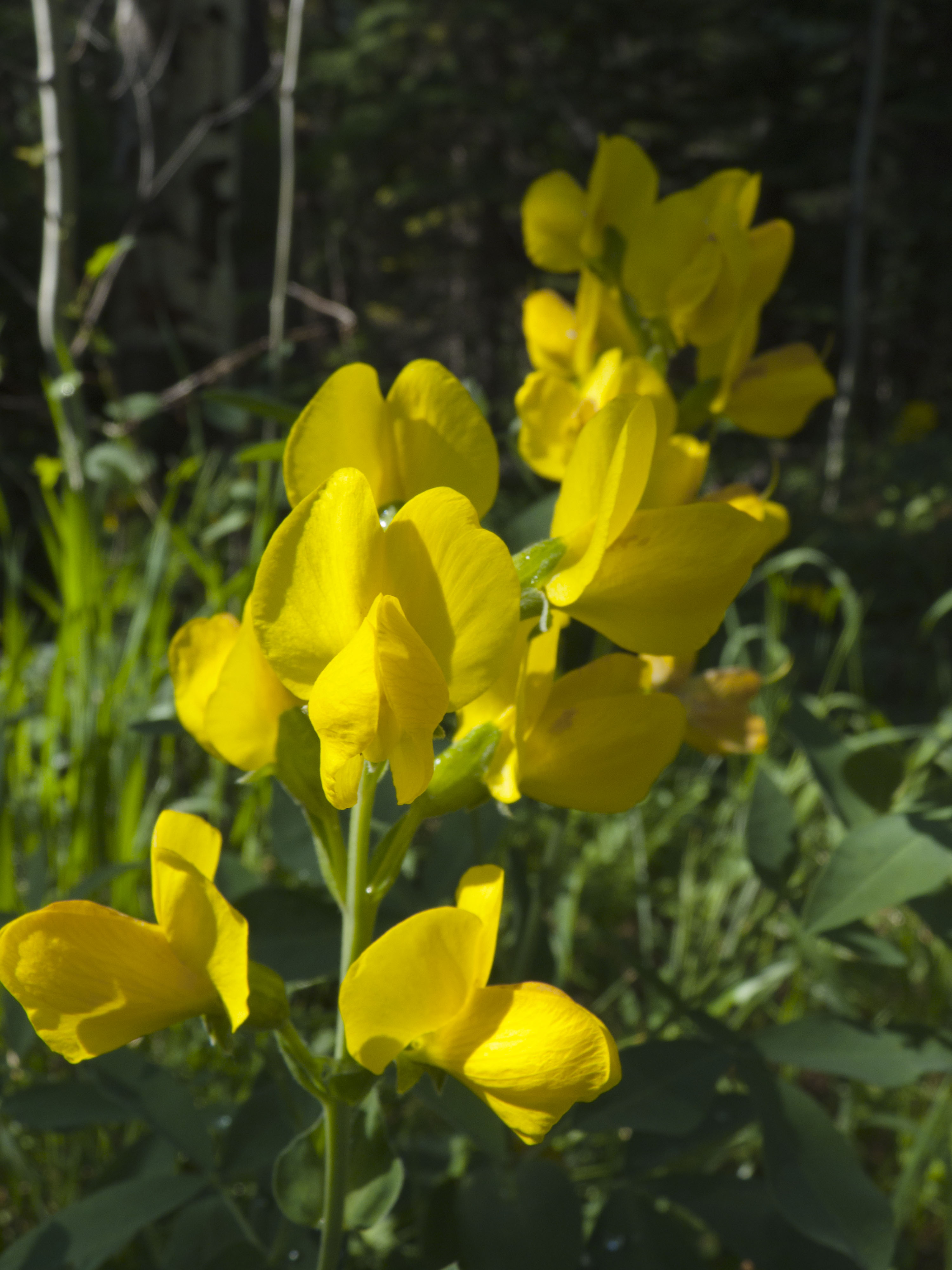
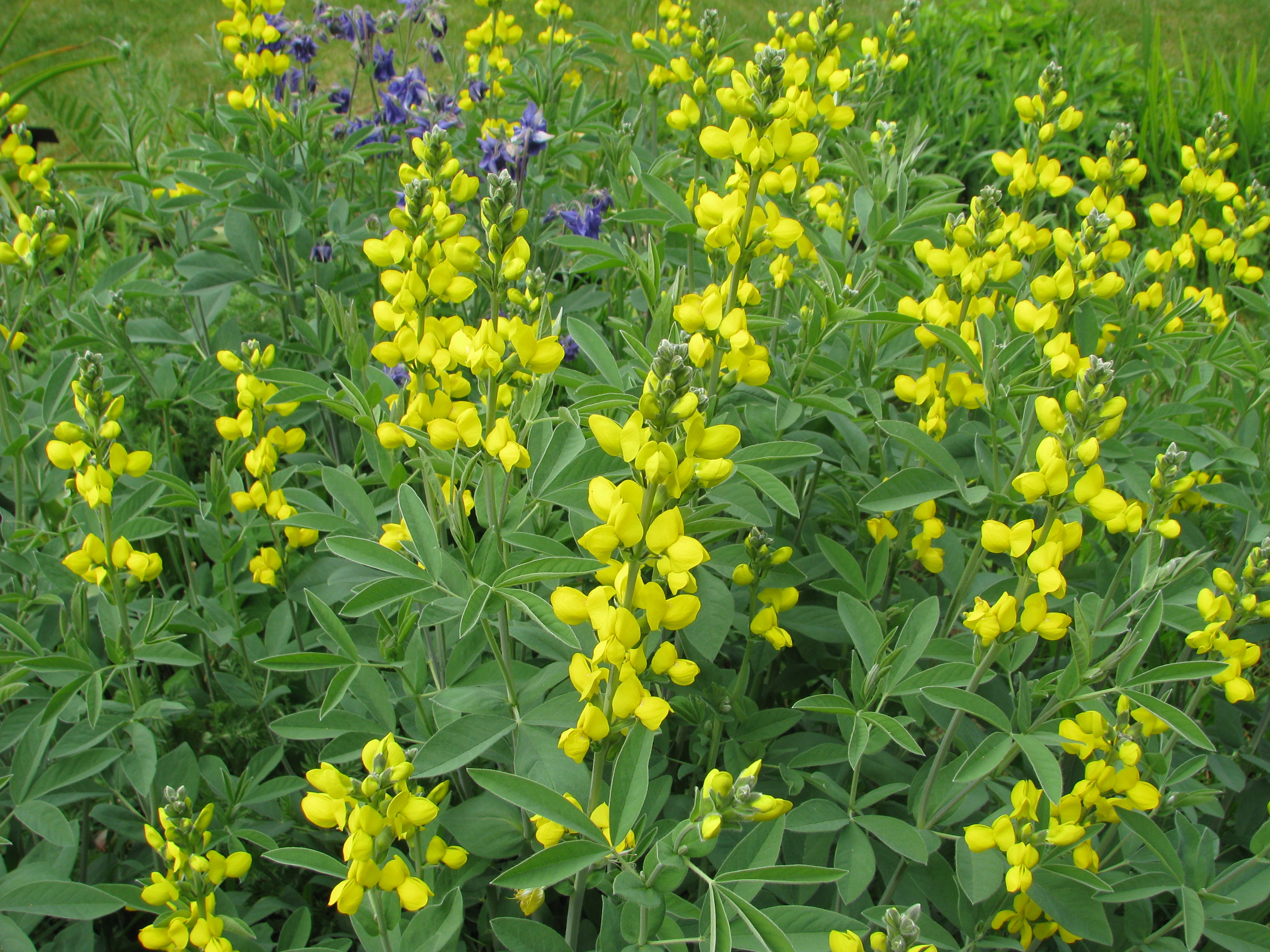
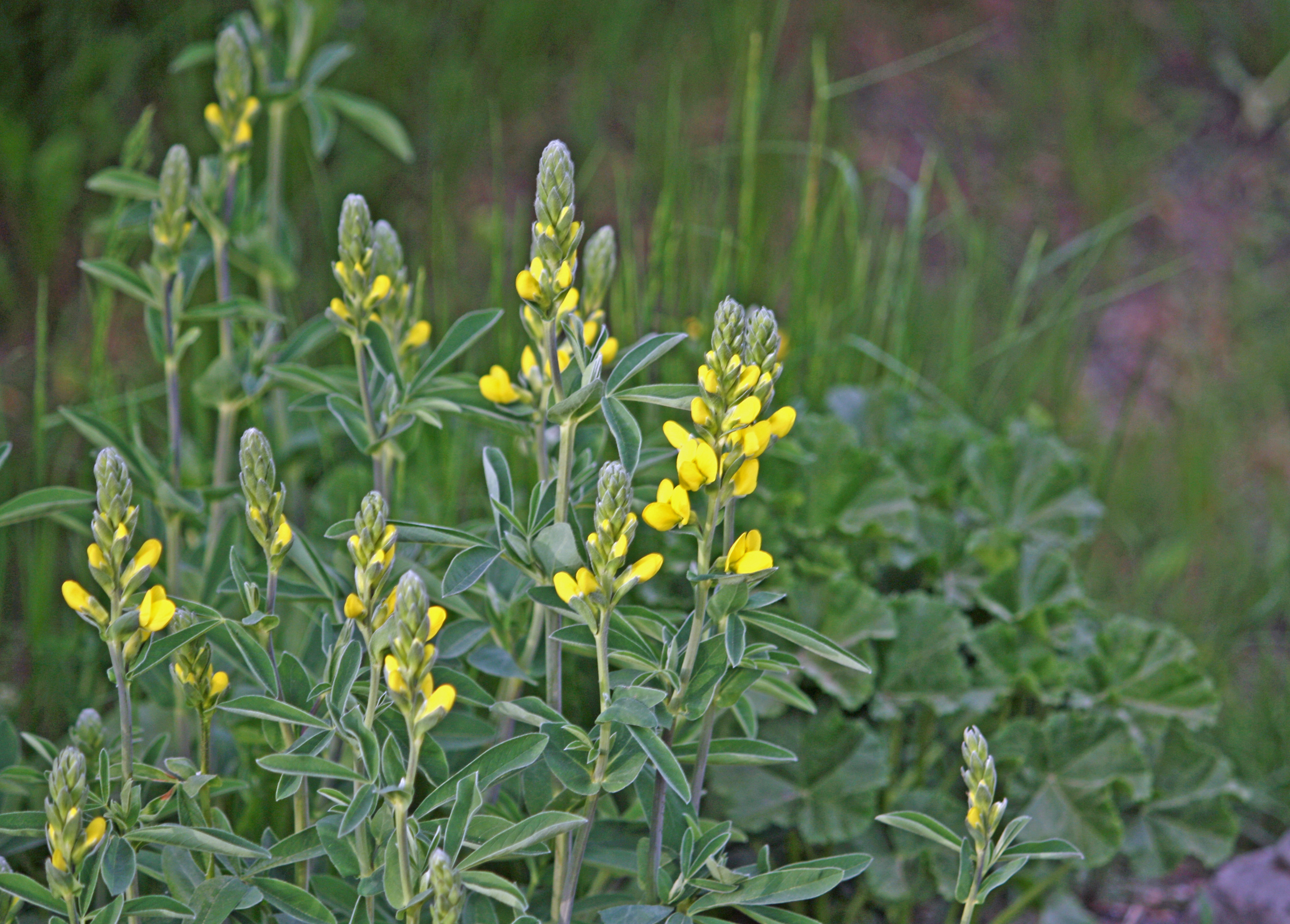
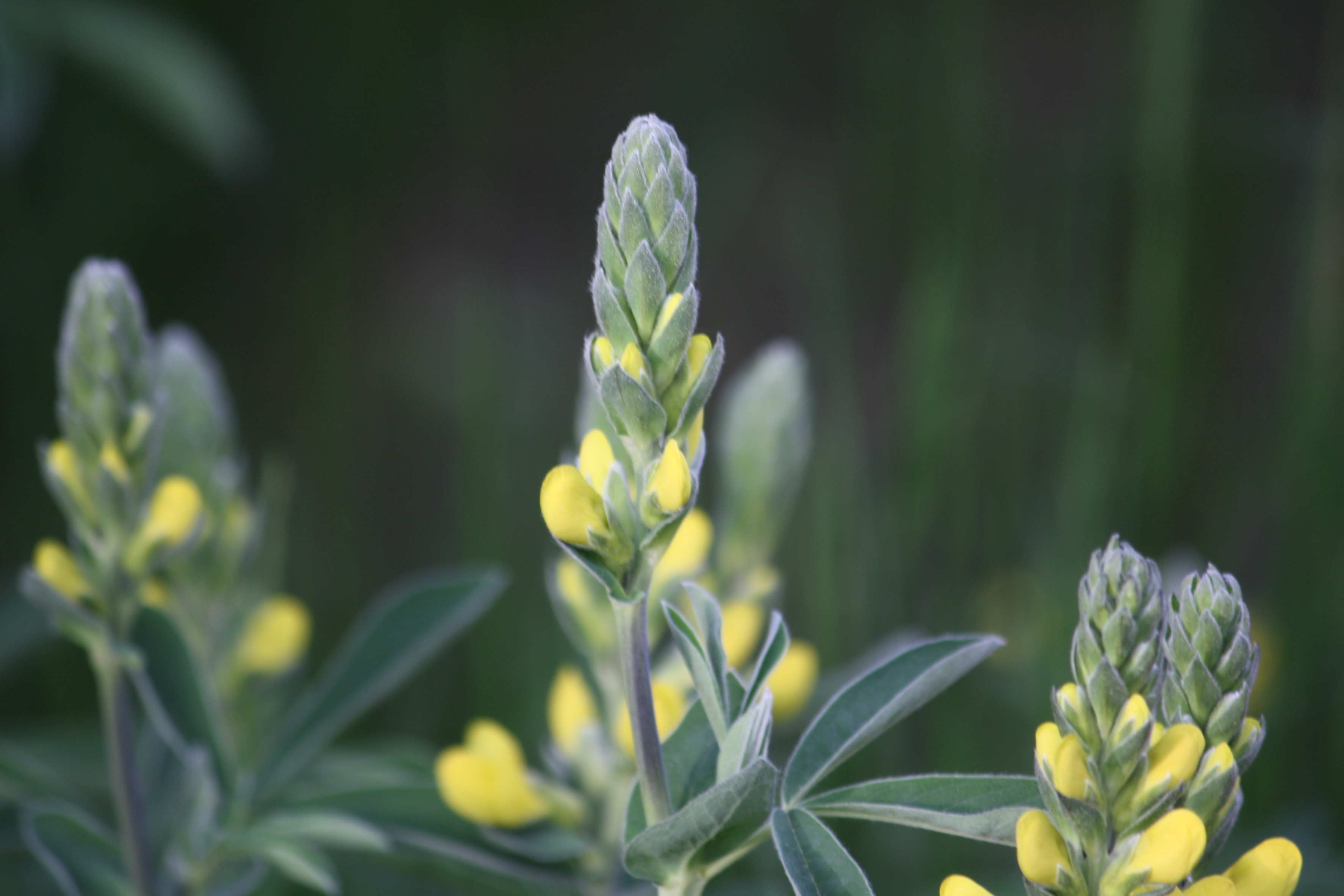